# Ярковський район
Ярковський район (рос. Ярковский район) — адміністративний район в складі Тюменської області, Росія.
Адміністративний центр — село Ярково.

## Географія
Межує з Тюменським, Тобольским, Нижньотавдинським, Ялуторовським, Вагайським та Юргінським районами області.

## Населення
Населення - 23 158 осіб.
Національний склад:
- росіяни - 55,6%,
- татари - 33,0%,
- чуваші - 6,2%,
- інші національності - 5,2%

## Економіка
Основою економіки району є сільське господарство, в першу чергу - молочне та м'ясне тваринництво, а також супутнє йому виробництво зернових.